# Francesco Rodrigo Moncada Branciforte
Francesco Rodrigo Moncada Branciforte (Napoli, 22 settembre 1762 – Palermo, 29 aprile 1816) è stato un nobile e militare italiano.

## Biografia
Figlio primogenito di Giovanni Luigi, VIII principe di Paternò, e di Agata Branciforte dei principi di Scordia, nel 1781, sposò la nobildonna Maria Giovanna Beccadelli di Bologna Montaperto (1765-1814), figlia di Giuseppe, principe di Camporeale e marchese di Sambuca. Dall'unione nacquero sette figli.
Alto ufficiale dell'Esercito borbonico, fu colonnello di fanteria, gentiluomo di camera del re Ferdinando I di Napoli nel 1787, colonnello nel reggimento Principessa nel 1796, superiore della Compagnia dei Bianchi di Palermo nel 1798, e capitano di giustizia di Palermo con regio diploma concesso l'8 settembre 1811, e confermato il 9 ottobre del medesimo anno.
Essendo premorto al padre nel 1816 all'età di 53 anni, non poté ereditare da questi il titolo di principe di Paternò e degli altri titoli di famiglia, che invece passarono al figlio Pietro dopo il 1827, anno in cui morì il Principe Giovanni Luigi.

### Matrimoni e discendenza
Francesco Rodrigo Moncada Branciforte, nobile dei Principi di Paternò, dalla consorte Maria Giovanna Beccadelli di Bologna Montaperto ebbe sette figli:
- Agata (1781-?);
- Giovanni Luigi (1782-?);
- Giovanna (1783-1784);
- Stefania (1786-1832), che fu moglie di Antonio Statella Naselli, principe del Cassaro;
- Giuseppe (1787-1814), che sposò la zia Caterina Moncada del Bosco, figlia di secondo letto del nonno paterno il Principe Giovanni Luigi, da cui non si ebbe discendenza;
- Pietro, X principe di Paternò (1789-1861), che sposò Giuseppina Bajada Nobile, figlia di Corrado dei marchesi di Napoli, da cui ebbe tre figli;
- Maria Costanza (1792-1876), che fu moglie di Pietro Notarbartolo Beccadelli di Bologna, duca di Villarosa.[3]